# Smilin' Through (pel·lícula de 1941)
Smilin' Through és una pel·lícula estatunidenca dirigida per Frank Borzage estrenada el 1941.

## Argument
Un vidu inconsolable creu reconèixer en la seva neboda els trets de la seva esposa morta.

## Repartiment
- Jeanette MacDonald: Kathleen / Moonyean Clare
- Brian Aherne: Sir John Carteret
- Gene Raymond: Kenneth 'Ken' Wayne / Jeremy 'Jerry' Wayne
- Ian Hunter: Reverend Owen Harding
- Frances Robinson: Ellen, John's Housekeeper
- Patrick O'Moore: Willie Ainley
- Eric Lonsdale: Charles, Kenneth's Batman
- Jackie Horner: Kathleen, de nena
- David Clyde: Sexton
- Frances Carson: Lady Denham
- Ruth Rickaby: dona amb Lady Denham